# LUX

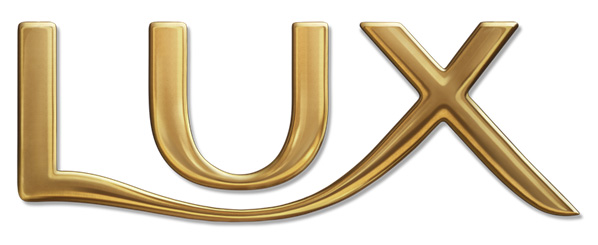
Lux

LUX é uma marca de sabonetes pertencente ao grupo Unilever.
O primeiro sabonete LUX de produção em massa foi lançado no mercado americano em 1924. Desde então, a marca se expandiu a outros segmentos, incluindo sabonetes líquidos e em barra. Atualmente os produtos LUX são comercializados em mais de cem países, dentre os quais o Brasil, onde a marca é líder de mercado.
As campanhas publicitárias para a marca costumam envolver mulheres famosas. Atrizes e modelos de grande apelo ao público, como Marilyn Monroe, Brigitte Bardot, Demi Moore, Catherine Zeta-Jones, Malu Mader e Gisele Bündchen, já estrelaram campanhas da LUX.

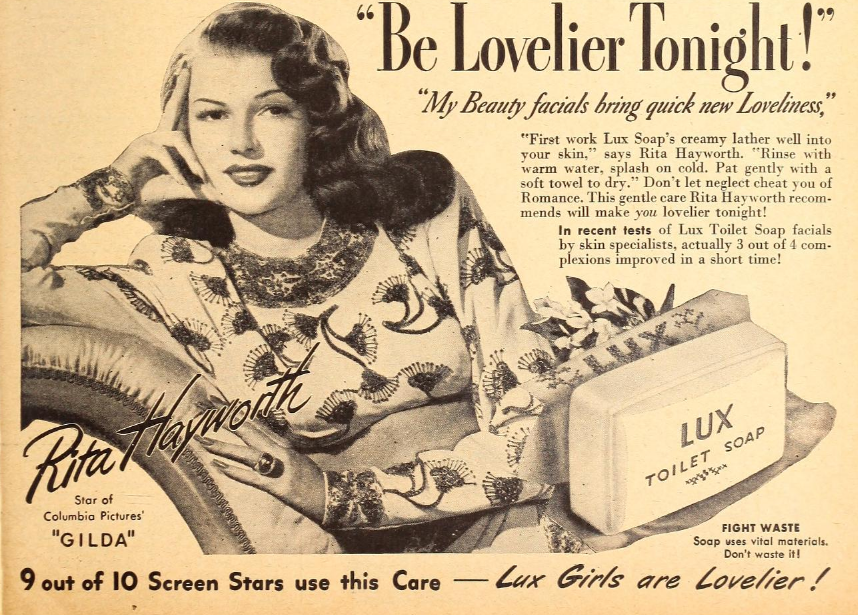
Rita Hayworth-Lux